# 板桥乡 (邵阳市)
板桥乡，是中华人民共和国湖南省邵陽市大祥区下辖的一个乡镇级行政单位。

## 行政区划
板桥乡下辖以下地区：
龙头村、桥头村、召伯村、立新村、白鹤村、蔡家村、山塘村、金桥村、板桥村、邵水村、横冲村、李家山村、泥湾村、烟塘村、云安村、周家坳村和远景村。